# Sceloporus exsul
Sceloporus exsul (керетарська пустельна ігуана) — вид ігуаноподібних ящірок родини фриносомових (Phrynosomatidae). Ендемік Мексики.

## Поширення і екологія
Керетарські пустельні ігуани відомі з типової місцевості, розташованої на горі Пенья-Бланка в горах Східної Сьєрра-Мадре в штаті Керетаро, на висоті 1420 м над рівнем моря. Вони живуть в ксерофітних чагарникових заростях. Відкладають яйця.

## Збереження
МСОП класифікує цей вид як такий, що перебуває на межі зникнення. Sceloporus exsul загрожує знищення природного середовища. 